# Universidad de Ciencias Aplicadas de Neu-Ulm

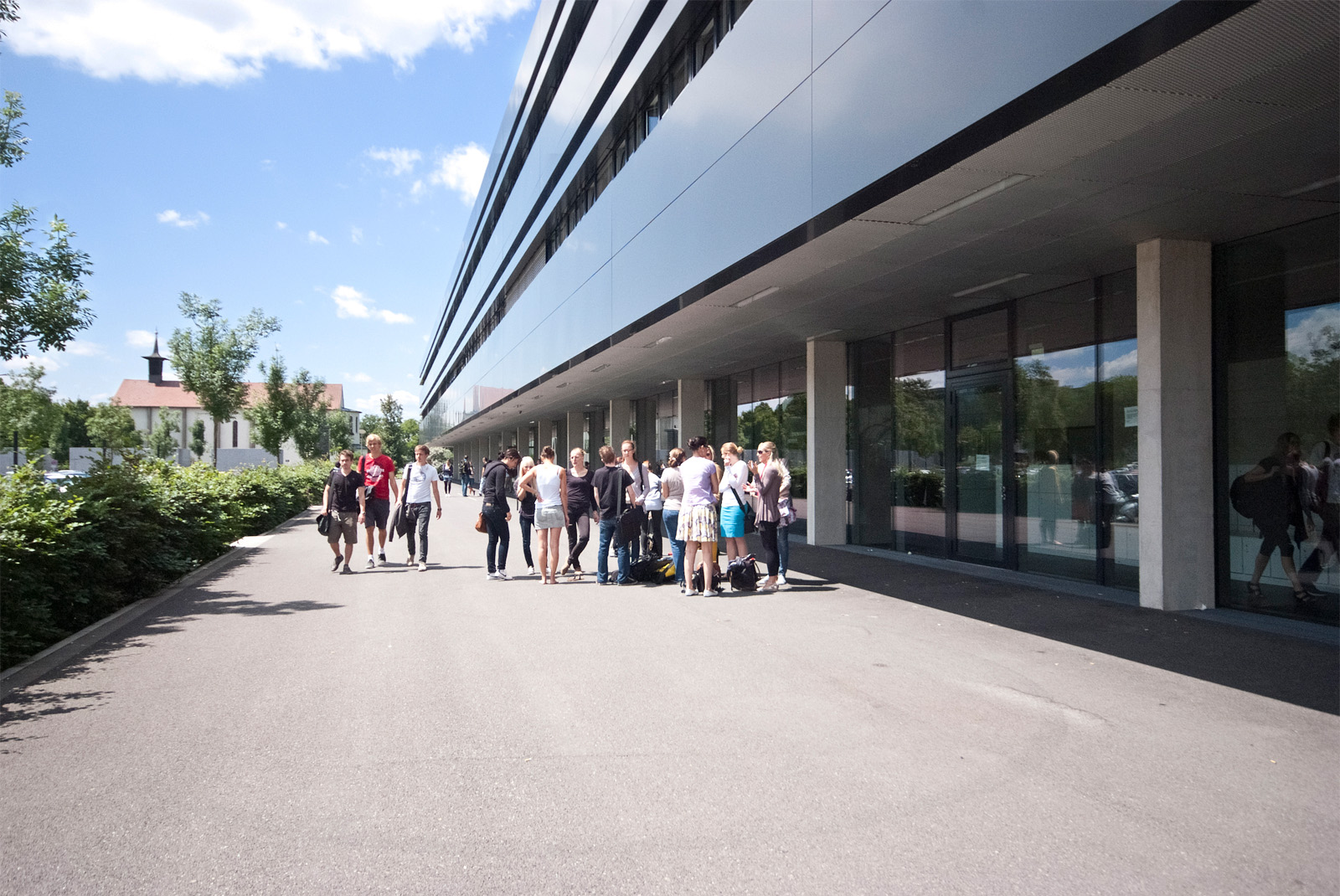
Vista del campus en Neu-Ulm

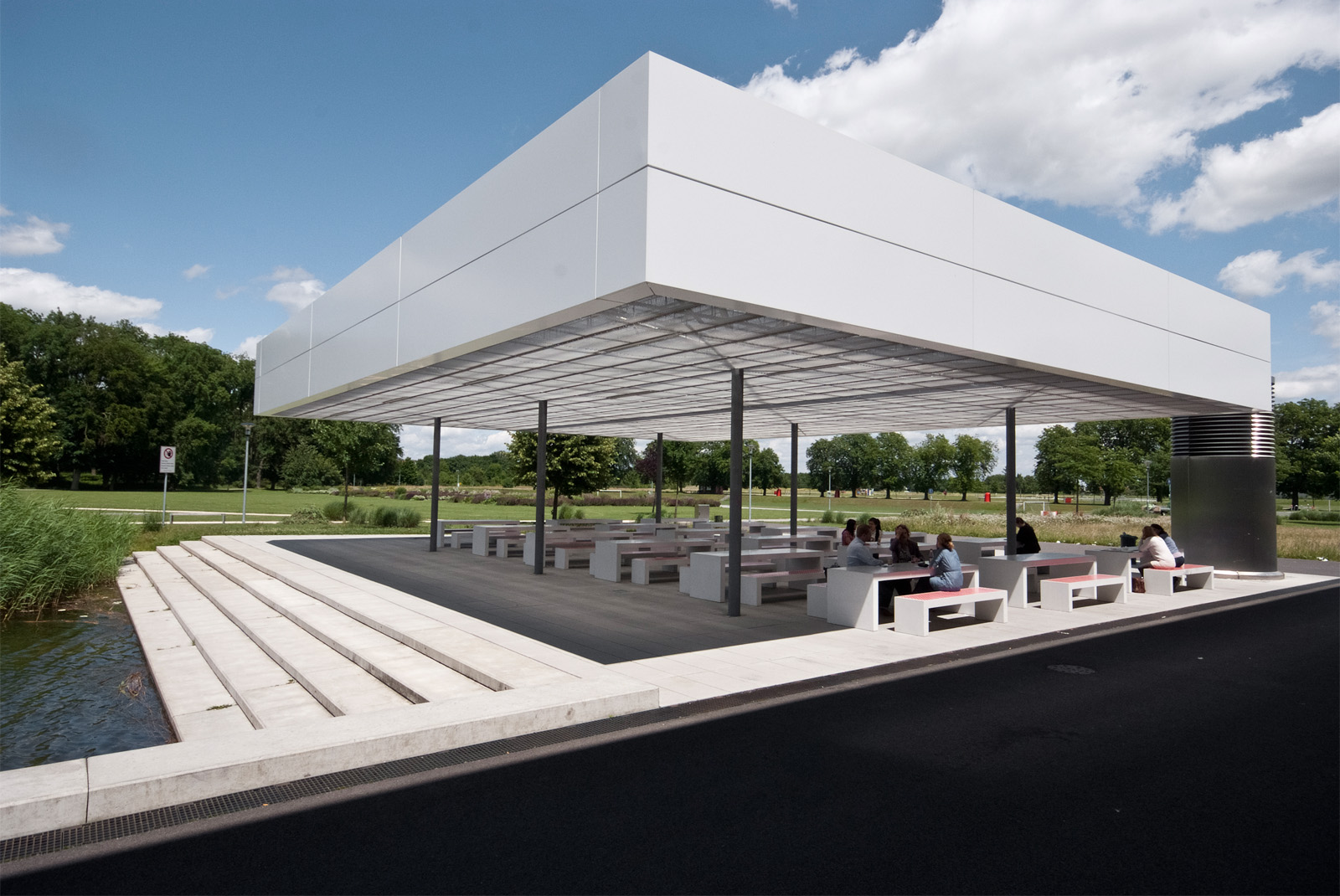
Terraza de la cafetería

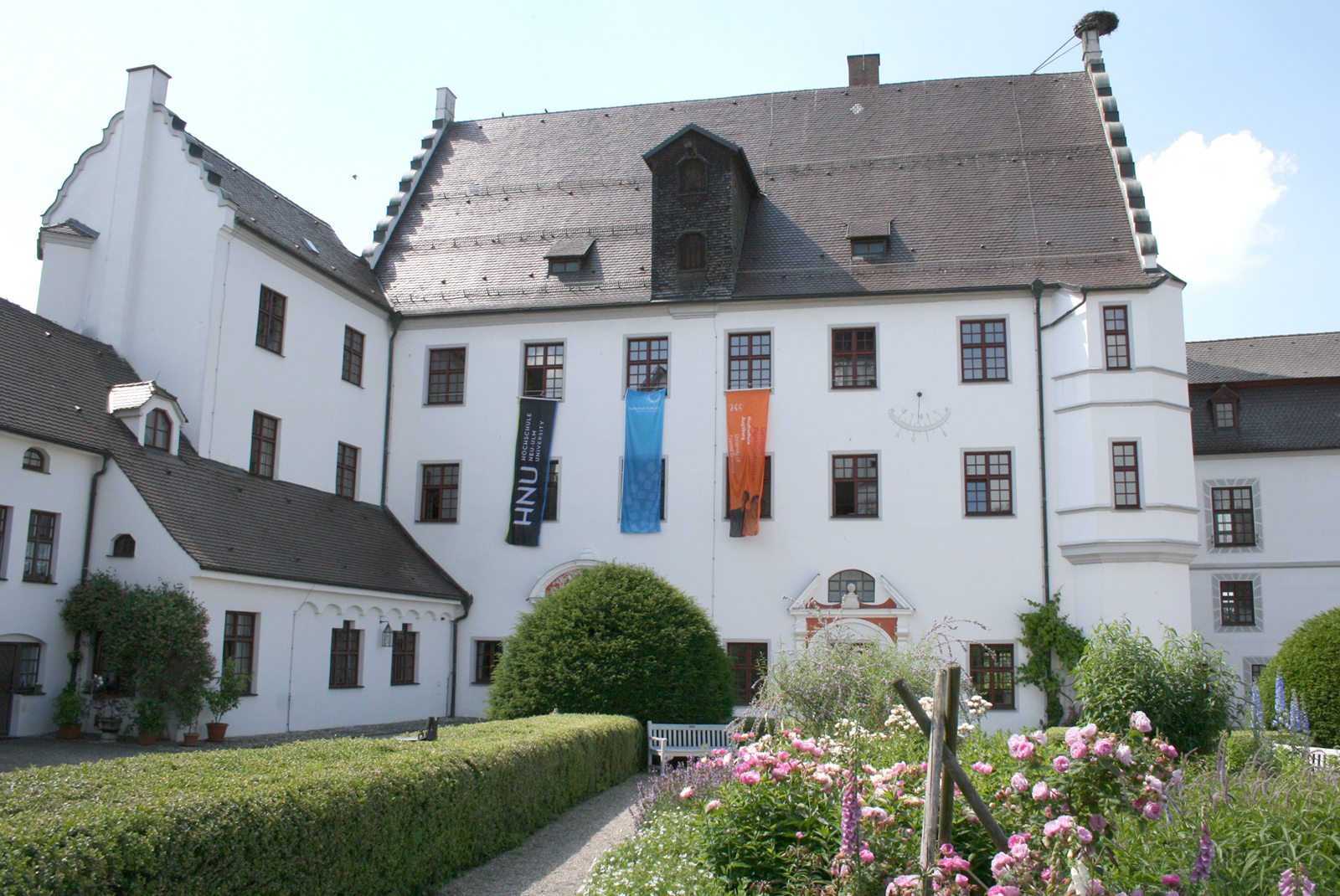
Centro Universitario de Vöhlinschloss

La Universidad de Ciencias Aplicadas de Neu-Ulm (oficialmente Hochschule für angewandte Wissenschaften Neu-Ulm, en alemán), alternativamente HNU o Hochschule Neu-Ulm, es una Universidad de Ciencias Aplicadas (Fachhochschule) pública alemana de negocios y de orientación internacional, situada en Neu-Ulm, Baviera, Alemania. Fue fundada en 1994 como un departamento de la Universidad de Kempten. Desde el 1 de octubre de 1998, la Hochschule Neu-Ulm es independiente.

## Facultades
La universidad ofrece programas de licenciatura, maestría y MBA en los campos de economía, informática, diseño y comunicación, cuidado de la salud y tecnología. Los cursos se dividen en tres facultades:
- Facultad de Ciencias Económicas y Empresariales
- Facultad de Administración en Información
- Facultad de Administración en Salud

## Ubicaciones
La Universidad de Ciencias Aplicadas de Neu-Ulm se encuentra en un nuevo edificio en el barrio Wiley en el distrito de Ludwigsfeld de Neu-Ulm desde 2008. Todos los salones de conferencias, salas de seminarios, oficinas e instalaciones centrales se encuentran en un solo campus. En el cercano Edison Center hay oficinas adicionales y salas de conferencias de las Facultades de Ciencias Económicas y Empresariales y de Gestión en Información.
El 12 de octubre de 2015 se comenzó con la demolición del antiguo gimnasio Wiley para construir un edificio adicional justo al este del complejo existente. Será de aproximadamente la mitad del tamaño del edificio principal y se completará antes del semestre de invierno de 2018.
Junto con las universidades de Augsburgo y Kempten, la Universidad de Ciencias Aplicadas Neu-Ulm ha estado dirigiendo el Centro Universitario Vöhlinschloss en Illertissen desde 2009. Las universidades utilizan el centro de conferencias y congresos para seminarios, educación adicional, conferencias y consultoría de puesta en marcha.

## Otros
La Hochschule Neu-Ulm es miembro de MedienCampus Bayern, una organización para la educación sobre medios y para la educación superior en Baviera.

### Hitos
El 13 de febrero de 2008, la Universidad de Ciencias Aplicadas Neu-Ulm cambió su nombre a Hochschule Neu-Ulm | University of Applied Sciences e introdujo gradualmente un nuevo diseño corporativo en el verano de 2008.
En 2012, se fundó el primer campus del Club de Leones en una universidad alemana en la Universidad de Ciencias Aplicadas de Neu-Ulm. Su objetivo es promover el compromiso social y comunitario en y alrededor de la universidad.
La Biblioteca Universitaria de Neu-Ulm, adquirida en 2010, participó en el ranking BIX de bibliotecas y ganó el título de mejor biblioteca universitaria en Baviera y la de segunda mejor en Alemania.